# Aroa abalia
Aroa abalia är en fjärilsart som beskrevs av Collenette 1949. Aroa abalia ingår i släktet Aroa och familjen tofsspinnare. Inga underarter finns listade i Catalogue of Life.